# Баттзвілл (Нью-Джерсі)
Баттзвілл (англ. Buttzville) — переписна місцевість (CDP) в США, в окрузі Воррен штату Нью-Джерсі. Населення — 205 осіб (2020).

## Географія
Баттзвілл розташований за координатами 40°49′47″ пн. ш. 75°0′15″ зх. д. / 40.82972° пн. ш. 75.00417° зх. д. (40.829846, -75.004178).  За даними Бюро перепису населення США в 2010 році переписна місцевість мала площу 0,73 км², з яких 0,73 км² — суходіл та 0,00 км² — водойми.

## Демографія
Згідно з переписом 2010 року, у переписній місцевості мешкало 146 осіб у 58 домогосподарствах у складі 36 родин. Густота населення становила 199 осіб/км².  Було 72 помешкання (98/км²).
Расовий склад населення:
| - 96,6 % — білих - 3,4 % — осіб інших рас |

До двох чи більше рас належало 0,0 %. Частка іспаномовних становила 6,2 % від усіх жителів.
За віковим діапазоном населення розподілялося таким чином: 20,5 % — особи молодші 18 років, 65,8 % — особи у віці 18—64 років, 13,7 % — особи у віці 65 років та старші. Медіана віку мешканця становила 43,3 року. На 100 осіб жіночої статі у переписній місцевості припадало 102,8 чоловіків;  на 100 жінок у віці від 18 років та старших — 103,5 чоловіків також старших 18 років.
Цивільне працевлаштоване населення становило 98 осіб. Основні галузі зайнятості: освіта, охорона здоров'я та соціальна допомога — 53,1 %, виробництво — 26,5 %, роздрібна торгівля — 20,4 %.